# Morango do amor
Morango do amor, também conhecido como morango baiano, é um doce brasileiro feito com morango inteiro coberto por brigadeiro branco e finalizado com uma casquinha crocante de calda de açúcar vermelha. A receita surgiu por volta de 2020 em confeitarias de Salvador e passou a ser comercializada em diferentes regiões do Brasil a partir de 2023, ganhando também reconhecimento internacional.

## Origem
Apesar da sua inspiração visual e etimológica na tradicional maçã do amor, o morango do amor tem origem e modo de preparo distintos, sendo inspirado na bala baiana. Durante a pandemia de COVID-19, a confeiteira baiana Camilla Piñón experimentou envolver morangos com brigadeiro branco e calda de açúcar endurecida, criando uma versão híbrida entre a bala baiana e o morango com cobertura, já em circulação na Bahia desde 2020.
A partir de 2023, a empresária baiana Priscilla Diniz relançou a receita em confeitarias, contribuindo significativamente para sua disseminação nacional. Já em 2024, a confeiteira Tânia Cristina Passos Santamaria, de Atibaia, São Paulo, passou a vender o doce em suas lojas, impulsionando sua popularidade no Sudeste. Atibaia é conhecida como um local com forte tradição no cultivo de morangos, o que reforçou o vínculo regional com o produto. Apesar de seu pioneirismo na comercialização local, Tânia afirma que não foi a criadora do doce. Em 2025, a empresária baiana Verônica Oliveira, residente nos Estados Unidos, passou a produzir o Morango do Amor em Massachusetts, após notar a popularidade do doce no Brasil.

## Viral
O morango do amor tornou-se um fenômeno viral nas redes sociais brasileiras em julho de 2025, após imagens e vídeos da iguaria ganharem ampla circulação em plataformas como TikTok, Instagram e X. O doce rapidamente conquistou a atenção de influenciadores e usuários, que passaram a compartilhar receitas caseiras, dicas de preparo e reações ao experimentar a novidade. O engajamento massivo levou a um aumento de 1.333% nas buscas no Google em  uma semana e a um crescimento de 2.300% nos pedidos por delivery, que saltaram de cerca de 11 mil em junho para mais de 257 mil em julho, segundo levantamento do iFood. Com mais de 524 mil unidades entregues em um único mês, o doce consolidou-se como símbolo da cultura digital de consumo instantâneo, originando uma série de variações com outras frutas, a exemplo do kiwi, melancia, maracujá, uva e pistache.